# Trimeria atacama
Trimeria atacama är en stekelart som först beskrevs av Fritz 1968.  Trimeria atacama ingår i släktet Trimeria och familjen Masaridae. Inga underarter finns listade i Catalogue of Life.